# Mike Myers

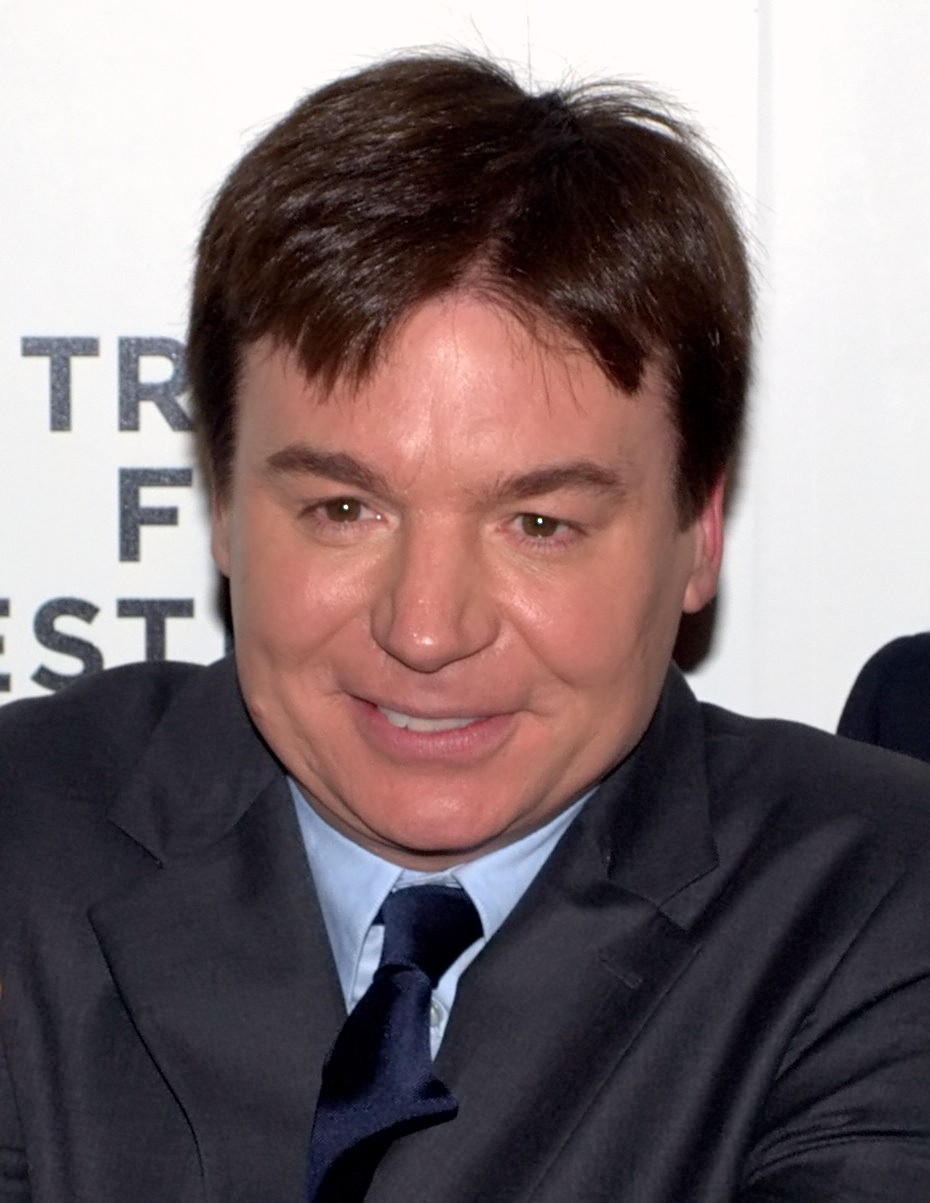
Mike Myers (2010)

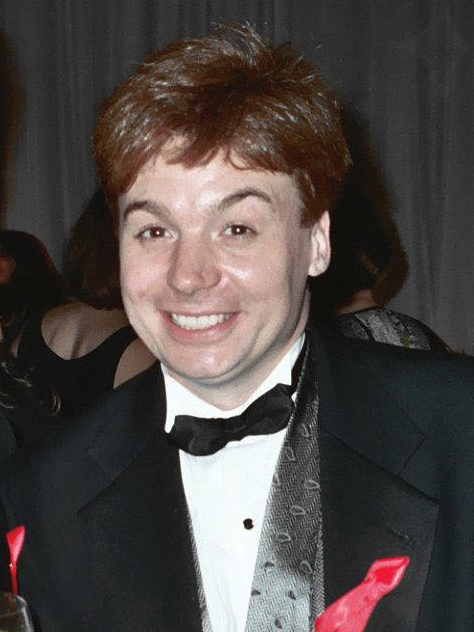
Mike Myers (1994)

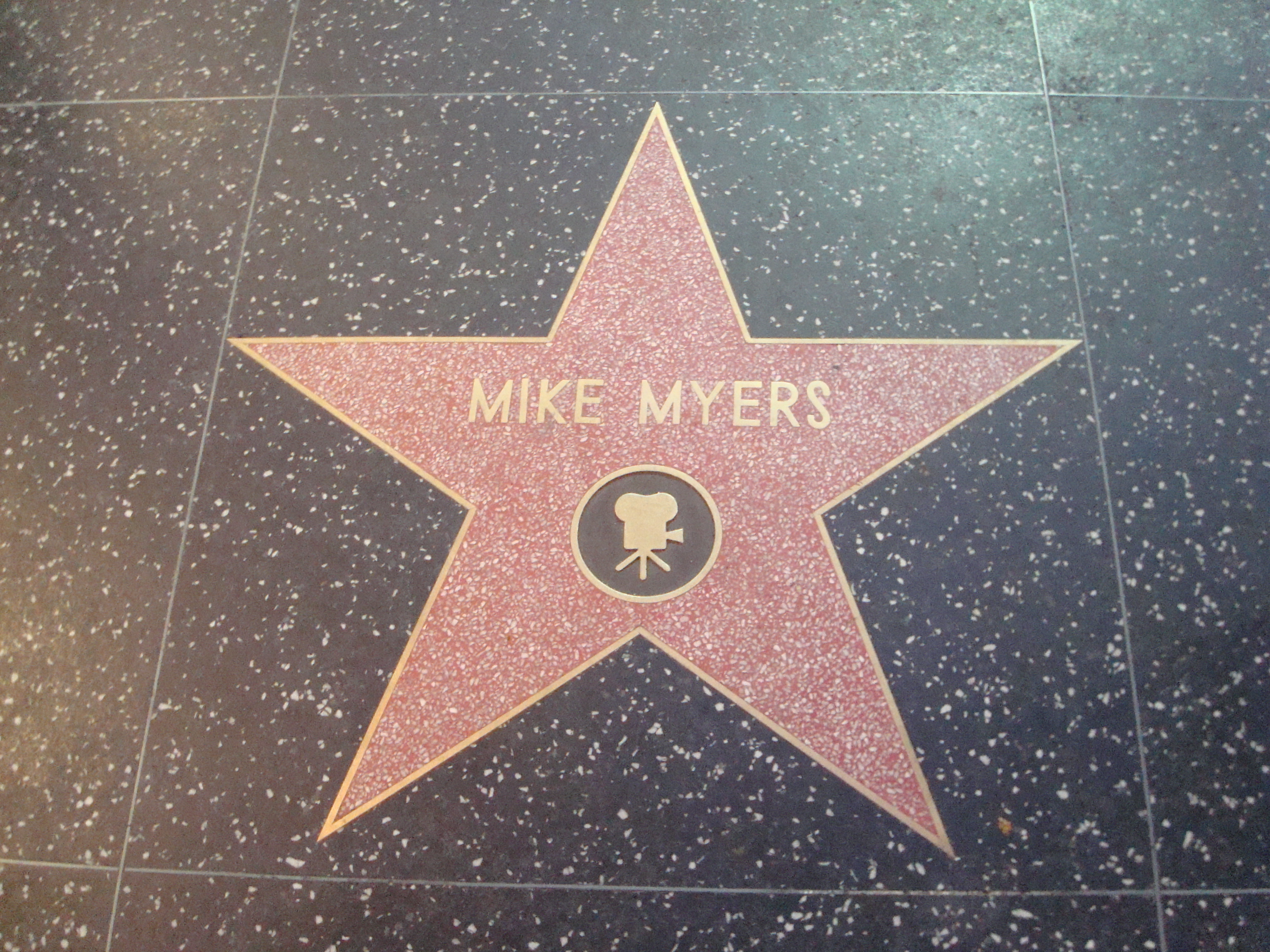
Mike Myers’ Stern auf dem Hollywood Walk of Fame

Michael John „Mike“ Myers (* 25. Mai 1963 in  Scarborough, Ontario) ist ein kanadischer Filmschauspieler, Drehbuchautor, Filmproduzent und Synchronsprecher. Myers erlangte ab 1992 internationale Bekanntheit durch die Filmkomödie Wayne’s World und wurde später insbesondere als Hauptdarsteller der Komödienreihe Austin Powers berühmt.

## Leben
Mike Myers wurde als Sohn britischer Einwanderer in Scarborough (Kanada) geboren und begann seine Karriere als Kinderdarsteller Mitte der 1970er Jahre mit kleinen Rollen in verschiedenen US-amerikanischen Fernsehserien. Ab 1989 war er einer der Drehbuchautoren und Teil des Schauspielensembles von Saturday Night Live, im selben Jahr wurde Myers hierfür zusammen mit seinen zahlreichen Kollegen mit dem Emmy ausgezeichnet. Dabei parodierte er bei Saturday Night Live unter anderem Mick Jagger.
Einem internationalen Publikum wurde er durch seine erste Film-Hauptrolle als Wayne in der Erfolgskomödie Wayne’s World bekannt. Die Figur Wayne ging aus einer für Saturday Night Live entwickelten Figur hervor. Auf den Höhepunkt seiner Karriere gelangte er in den späten 1990er- und frühen 2000er-Jahre durch die Austin-Powers-Filmtrilogie. In dieser spielte er mehrere Rollen, darunter den als Parodie auf James Bond angelegten Geheimagenten Austin Powers sowie dessen Gegenspieler, den Superschurken Dr. Evil. Der erste Teil dieser Reihe kam 1997 unter dem Titel Austin Powers – Das Schärfste, was Ihre Majestät zu bieten hat in die Kinos und spielte ein Vielfaches seines Budgets ein. Myers war an allen drei Filmen auch als Drehbuchautor beteiligt.
Schauspielerisch ist Myers vor allem im Genre der Komödie aktiv, gelegentlich spielt er auch ernstere Rollen wie etwa in Studio 54 aus dem Jahr 1998. Bekannt wurde Myers auch ab 2001 durch seine stimmliche Rolle in der weltweit erfolgreichen Animationsfilmreihe Shrek, in der er in der englischsprachigen Originalfassung der Titelfigur Shrek seine Stimme leiht.
Noch im Jahr 2008 zählte Myers laut dem amerikanischen Forbes Magazine zu den am besten verdienenden Schauspielern in Hollywood. Zwischen Juni 2007 und Juni 2008 erhielt er Gagen in Höhe von 55 Mio. US-Dollar, wofür insbesondere der Erfolg von Shrek verantwortlich war, und rangierte gemeinsam mit Eddie Murphy hinter Will Smith (80 Mio. US-Dollar) und Johnny Depp (72 Mio. US-Dollar) auf Platz drei.
Das Jahr 2008 markierte den Beginn einer Schaffenskrise. Myers’ Film Der Love Guru, bei dem er die Hauptrolle übernahm und auch am Drehbuch mitschrieb, wurde von den Filmkritikern verrissen und war ein kommerzieller Flop. Im Anschluss trat er nur noch sehr vereinzelt als Schauspieler in Erscheinung.
2013 inszenierte Myers mit Supermensch – Wer ist Shep Gordon? (Originaltitel Supermensch: The Legend of Shep Gordon) einen Dokumentarfilm und gab damit sein Regiedebüt auf diesem Gebiet. Der Film beschäftigt sich mit Shep Gordon, einem Musikmanager, und kam Anfang Juni 2014 in die US-amerikanischen Kinos. 2018 meldete er sich nach längerer Zeit mit Nebenrollen in den Filmen Terminal – Rache war nie schöner und Bohemian Rhapsody auf der Kinoleinwand zurück.
2022 wurde die von ihm entwickelte Miniserie The Pentaverate veröffentlicht; Myers übernahm in dieser Satire auch mehrere Rollen.

### Privates
Von 1993 bis 2005 war er mit der Schauspielerin und Autorin Robin Ruzan verheiratet.

## Auszeichnungen
Myers wurde in seiner Karriere insgesamt siebenmal mit dem MTV Movie Award ausgezeichnet, so etwa im Jahr 2000 als „Bester Bösewicht“ für seine Rolle als Dr. Evil in Austin Powers – Spion in geheimer Missionarsstellung. 2007 erhielt er den MTV Generation Award für sein Lebenswerk. Bereits 2002 war er mit einem Stern auf dem Hollywood Walk of Fame geehrt worden.

## Filmografie (Auswahl)
- 1975: King of Kensington (Fernsehserie, Folge 1x12)
- 1977: Range Ryder & The Calgary Kid (Fernsehserie)
- 1979: Der Vagabund – Die Abenteuer eines Schäferhundes (The Littlest Hobo, Fernsehserie, Episode 1x10)
- 1980: Bizarre (Fernsehserie)
- 1985: John & Yoko (John and Yoko – a Love Story, Fernsehfilm)
- 1987: It’s Only Rock & Roll (Fernsehserie, 13 Folgen)
- 1989: Elvis Stories (Fernsehfilm)
- seit 1989: Saturday Night Live (Fernsehserie, 120 Folgen)
- 1992: Wayne’s World
- 1993: Liebling, hältst Du mal die Axt? (So I Married an Axe Murderer)
- 1993: Wayne’s World 2
- 1997: Austin Powers – Das Schärfste, was Ihre Majestät zu bieten hat (Austin Powers: International Man of Mystery)
- 1998: The Thin Pink Line (Pink Pink Line)
- 1998: Studio 54 (54)
- 1998: Pete’s Meteor
- 1999: Austin Powers – Spion in geheimer Missionarsstellung (Austin Powers: The Spy Who Shagged Me)
- 1999: Mystery – New York: Ein Spiel um die Ehre (Mystery, Alaska)
- 2001: Shrek – Der tollkühne Held (Shrek, Stimme von Shrek)
- 2002: Austin Powers in Goldständer (Austin Powers: Goldmember)
- 2003: Flight Girls (View from the Top)
- 2003: Nobody Knows Anything
- 2003: Ein Kater macht Theater (The Cat in the Hat)
- 2003: Shrek 4-D (Stimme von Shrek)
- 2004: Shrek 2 – Der tollkühne Held kehrt zurück (Shrek 2, Stimme von Shrek)
- 2006: Home
- 2007: Shrek der Dritte (Shrek the Third, Stimme von Shrek)
- 2007: Shrek – Oh du Shrekliche (Stimme von Shrek)
- 2008: Der Love Guru (The Love Guru)
- 2009: Inglourious Basterds
- 2010: Für immer Shrek (Shrek Forever After, Stimme von Shrek)
- 2010: Esels Weihnachtsshrektakel (Donkey’s Christmas Shrektacular, Stimme von Shrek)
- 2012: Oscar Etiquette (Kurzfilm)
- 2013: Supermensch – Wer ist Shep Gordon? (Supermensch: The Legend of Shep Gordon) (Regie)
- 2014: Monty Python Live (mostly) (Monty Python Live (mostly): One Down, Five To Go, Dokumentarfilm)
- 2013: Being Canadian (Dokumentarfilm, Interviewpartner)
- 2015: I Am Chris Farley (Dokumentarfilm, Interviewpartner)
- 2018: Terminal – Rache war nie schöner (Terminal)
- 2018: Bohemian Rhapsody
- 2022: The Pentaverate (Miniserie, 6 Folgen)
- 2022: Amsterdam